# Hobbseus prominens
Hobbseus prominens är en kräftdjursart som först beskrevs av Hobbs 1966.  Hobbseus prominens ingår i släktet Hobbseus och familjen Cambaridae. IUCN kategoriserar arten globalt som livskraftig. Inga underarter finns listade i Catalogue of Life.